# گروه گرانادا
گروه گرانادا (انگلیسی: Granada plc) شرکت رسانه‌ای بریتانیایی است، که در سال ۱۹۳۰ تأسیس شد.